# Guerra sino-sovietica
La guerra sino-sovietica (中东路事件S, in russo Конфликт на Китайско-Восточной железной дороге?) fu un conflitto armato svoltosi nel 1929 tra l'Unione Sovietica ed i signori della guerra Zhang Xueliang della Repubblica di Cina circa sovranità sulla Ferrovia Orientale Cinese (FOC).
Il conflitto vide la mobilitazione e lo schieramento di 156000 soldati dell'Armata Rossa sul confine della Manciuria. Combinando la forza attiva dell'esercito sovietico e le guardie di frontiera, con la mobilitazione delle riserve dell'Estremo Oriente, circa un soldato sovietico su cinque venne inviato al fronte, la più grande forza di combattimento dell'Armata Rossa schierata tra la guerra civile russa (1917-1922) e l'entrata dell'Unione Sovietica nella seconda guerra mondiale.
Nel 1929, l'esercito nord-orientale cinese prese il controllo della Ferrovia orientale per riprendere il controllo totale sulla ferrovia. L'Unione Sovietica reagì rapidamente con un intervento militare, costringendo i cinesi a riportare la ferrovia al precedente assetto di amministrazione congiunta.

## Antefatto
Il 25 luglio 1919, il commissario degli Affari esteri del governo sovietico, Lev Karakhan, aveva preparato un manifesto per il governo cinese che prometteva il ritorno della Ferrovia orientale cinese sotto il controllo cinese senza costi finanziari.
 Il 26 agosto il Manifesto Karakhan venne pubblicato dalla stampa sovietica, ma non menzionava né il ritorno della FOC ai cinesi né l'assennza di compensazioni finanziarie.
Insieme al telegramma originale di Karakhan, i cinesi avevano l'opuscolo Vilenski come prova. L'opuscolo di Vilenski mostrava ai cinesi che i sovietici erano anche disposti a restituire la FOC ai cinesi senza compenso, ed era quanto contenuto nel telegramma di Karakhan del 25 luglio. Quest'ultimo era usato per soddisfare i requisiti diplomatici nei confronti del governo cinese, mentre il 26 agosto fu pubblicato per difendere i requisiti di propaganda all'interno dell'Unione Sovietica.
Il primo passo importante per scoprire l'acquisizione ostile della FOC da parte dei cinesi, nel 1929, iniziò con la comprensione del Protocollo segreto del 14 marzo 1924 e dell'Accordo segreto del 20 settembre 1924. Il Protocollo segreto prevedeva che tutte le precedenti convenzioni, trattati, protocolli, contratti e qualsiasi altro documento tra i sovietici e la Cina sarebbero stati annullati fino a quando si fosse potuta convocare un'apposita conferenza Ciò rese tutti i trattati, i rapporti di confine e le relazioni commerciali, dipendenti dalla futura conferenza. Questo, a sua volta, diede ai sovietici il tempo di rivolgersi a Zhang Xueliang in Manciuria, il più forte signore della guerra in quel momento. Egli aveva il controllo di Mukden (oggi la città è conosciuta come Shenyang). I sovietici furono i primi a proporre la gestione congiunta della FOC con i cinesi, ma Zhang si oppose a questa gestione e i sovietici decisero di stringere un accordo con lui.
Il 31 maggio 1924, Lev Karakhan e Ellington Koo, ministro degli Affari Esteri della Repubblica Cinese, firmarono il trattato sino-sovietico. Comprendeva più articoli, favorevoli ai sovietici perché nell'articolo V si diceva "l'impiego di persone nei vari dipartimenti della ferrovia deve essere conforme al principio di pari rappresentanza tra i cittadini dell'Unione Sovietica e quelli della Repubblica Cinese." I sovietici aggiunsero: "Nello svolgimento del principio di equa rappresentanza, il normale corso della vita e le attività della Ferrovia non devono in alcun caso essere interrotte o ferite, vale a dire che l'impiego di entrambe le nazionalità deve essere conforme all'esperienza, alle qualifiche personali e all'idoneità dei candidati."
I sovietici erano anche i burattinai del Presidente della FOC. Il governo sovietico era stato in grado di riconquistare il controllo della maggioranza della FOC giocando sui protocolli segreti e sconfiggendo i cinesi. I sovietici permisero ai cinesi di pensare che stavano inserendo lavoratori leali al loro governo. Tuttavia, in realtà, stavano creando più posti di lavoro assumendo lavoratori sovietici. Alla fine, i sovietici controllavano il 67% di tutte le posizioni sulla FOC.
I cinesi mantennero la gestione congiunta fino alla metà del 1929. Il passaggio dal controllo sovietico al controllo cinese iniziò quando le autorità cinesi fecero una mossa radicale per cercare di rimuovere la gestione sovietica. Le autorità cinesi presero d'assalto il Consolato sovietico di Harbin, arrestarono il direttore generale della FOC, il suo assistente e altri cittadini sovietici e li rimossero dal potere. I sovietici si vendicarono arrestando cittadini cinesi all'interno dell'Unione Sovietica. Il 13 luglio 1929, i sovietici inviarono le loro proteste formali riguardo a ciò che stava accadendo sulla FOC e il 19 luglio interruppero le relazioni diplomatiche con i cinesi. Sospesero il funzionamento della ferrovia e chiesero che tutti i diplomatici cinesi lasciassero il territorio sovietico. Entro il 20 luglio i sovietici trasferirono i loro fondi a New York mentre nelle città di Suifenhe e Lahususa, i sovietici terrorizzavano i civili cinesi puntando i loro cannoni da guerra contro la città e facendo volare i loro aerei sopra di essa. Il 6 agosto, i sovietici crearono l'Esercito speciale della bandiera rossa per l'estremo oriente, comandato da Vasily Blyukher. In tal modo erano disposti a fare tutto il possibile per riportare la FOC sotto il loro controllo.

## Conflitto

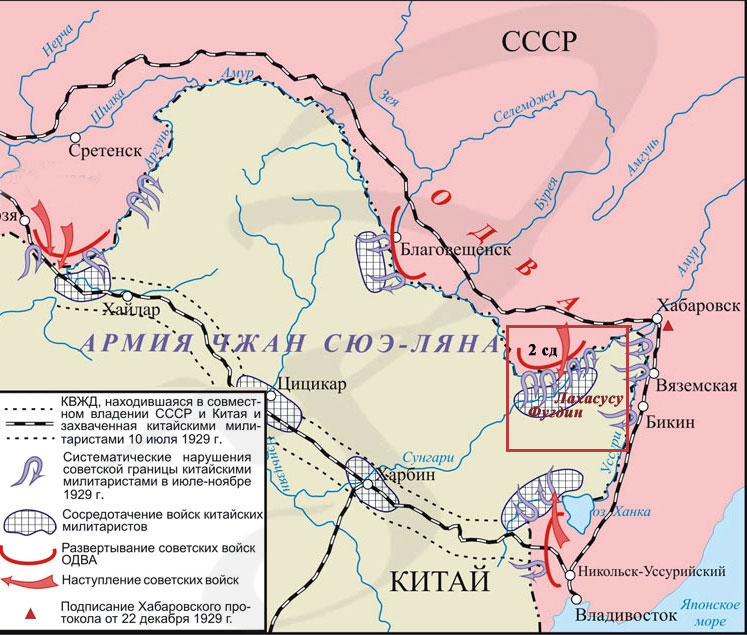
Mappa russa delle operazioni militari nel 1929

Nel luglio erano iniziate piccole schermaglie, ma questa non venne considerata la prima grande azione militare. La prima battaglia avvenne il 17 agosto 1929, quando i sovietici attaccarono Chalainor. Le truppe cinesi si ritirarono in un trinceramento protetto da mitragliatrici. I sovietici erano entrati in una trappola - con l'inganno cinese o per caso, nessuno può dirlo. Subirono pesanti perdite ma questa fu l'unica volta in cui le forze sovietiche subirono gravi perdite nel corso della guerra.
In ottobre i sovietici costrinsero le loro flotte navali a risalire i fiumi Amur e Songhua e presero Lahasusu. Questa manovra portò i cinesi a spostarsi in un'altra posizione. Sulla strada per Fujin, le truppe cinesi uccisero qualsiasi civile che incontravano saccheggiando ogni negozio. I sovietici dichiararono di non aver colpito la popolazione civile e incoraggiarono i civili cinesi a combattere al loro fianco contro l'esercito cinese. Negarono anche l'uccisione di civili e dissero di prendere solo beni militari. Tutti gli oggetti personali dei civili vennero lasciati al loro posto.
Il 17 novembre i sovietici decisero di prendere dieci divisioni e dividere il loro attacco in due fasi. Il primo stadio doveva superare Manzhouli e attaccare la regione di Chalainor. Dopo aver catturato la regione, le truppe sovietiche avrebbero messo gli occhi su Manzhouli. Quando raggiunsero Manzhouli scoprirono che i cinesi non erano preparati alla battaglia e che le loro forze stavano saccheggiando case, negozi e rubando ai civili mentre cercavano di fuggire. La strategia sovietica fu un successo; il 26 novembre i cinesi erano pronti a firmare un trattato con i sovietici secondo i termini dettati dagli stessi. Il 13 dicembre, dopo un lungo dibattito da parte cinese, i cinesi firmarono il protocollo di Khabarovsk. Questa pace ristabilì lo status quo ante bellum, che era il trattato sino-sovietico del 1924.
La vittoria dei sovietici sulla Cina aprì gli occhi al mondo. Durante il conflitto, i sovietici avevano usato la propaganda per aiutare a diffondere l'ideologia comunista e confondere l'esercito cinese usando radio e volantini. Lo fecero ingannando il comando cinese su quale città fosse il prossimo loro bersaglio. "Le sue forze militari combinavano attentamente l'uso misurato della profondità e della varietà, coordinate come un rapido disegno d'azione per raggiungere l'obiettivo preciso di un'offensiva annientante in 'condizioni complesse' contro le forze nemiche". Il conflitto riportò un senso di prestigio militare nella regione asiatica. La vittoria sovietica fu anche applaudita da nazioni occidentali come gli Stati Uniti d'America, la Francia e il Regno Unito. Mostrò all'Occidente che i sovietici erano in grado di usare sia la diplomazia che la potenza militare per raggiungere il loro obiettivo. Tuttavia, mentre alcuni potevano aver applaudito i sovietici per aver usato questa tecnica, altri la temevano. Questa era una preoccupazione legittima. Le nazioni occidentali erano spaventate dal fatto che questo metodo potesse potenzialmente significare che l'Unione Sovietica avrebbe potuto, un giorno, essere in grado di battere una nazione occidentale allo stesso modo.
L'impatto del conflitto lasciò la regione della Manciuria in un vuoto di potere. Ciò lasciò la porta spalancata affinché i giapponesi prendessero il controllo della regione. Dopo aver osservato con quanta facilità le forze sovietiche avevano battuto i cinesi, i giapponesi impiegarono una tecnica simile per sconfiggerli e occupare la Manciuria dopo l'Incidente di Mukden, nel 1931.